# Ikposo
L'ikposo (o akposo, o kposo) és una llengua kwa que parlen els akpossos de Togo i Ghana. Segons l'ethnologue hi ha 162.500 parlants d'ikposo (205.000 segons el joshuaproject) El seu codi ISO 639-3 és kpo i el seu codi al glottolog és ikpo1238.

## Família lingüística
L'ikposo és una llengua kwa, família lingüística que forma part de les llengües Benué-Congo. Concretament, segons l'ethnologue, forma part del grup lingüístic de les llengües kposo-ahlo-bowili. Les altres llengües d'aquest grup lingüístic són l'adangbe, l'igo i el tuwuli. Segons el glottolog, en aquest subgrup lingüístic només hi ha l'igo, l'ikposo i el tuwuli.

## Dialectes
Segons l'ethnologue i el glottolog, l'amou oblou, l'ikponu, l'iwi (uwi), el litime (badou), el logbo i l'uma són els dialectes de l'ikposo.

## Ikposo a Togo
A Togo el 2002 hi havia 155.000 parlants d'ikposo (n hi ha 196.000 segons el joshuaproject). Aquests viuen principalment a la regió dels Altiplans, concretament a l'oest de la ciutat d'Atakpamé, a les prefectures d'Amou, de Wawa i d'Ogou. Les ciutats principals en les que es parla l'ikposo són Amlamé, Amou-Oblo i Atakpamé. Aquesta és la regió central-oriental de la regió i a la mateixa zona s'hi parlen les llengües gurs, kabiyè i tem.

## Ikposo a Ghana
El 2003 hi havia 7.500 parlants d'ikposo a Ghana (n'hi ha 9.900 segons el joshuaproject). Aquests viuen en una petita zona a l'oest del llac Volta, a la regió Volta, no gaire lluny de la frontera amb Togo. Al seu voltant hi viuen parlants de la també llengua kwa, l'àkan.

## Sociolingüística, estatus i ús de la llengua
L'ikposo és una llengua desenvolupada (EGIDS 5): gaudeix d'ús vigorós per persones de totes les edats i té literatura i una forma estandarditzada, tot i que no és sostenible totalment. Gaudeix d'actituds positives i els seus parlants també parlen l'ewe i el francès. L'ikposo és utilitzada com a segona llengua pels bogos, que parlen l'igo com a primera llengua. Entre l'1% i el 5% dels que tenen l'ikposo com a llengua materna la saben llegir i escriure a Togo. A Ghana la saben llegir i escriure menys de l'1% dels seus parlants i la saben llegir entre un 5% i un 15% dels que la tenen com a segona llengua. En aquest país existeixen materials d'aprenentatge en aquesta llengua subvencionats. L'ikposo s'escriu en alfabet llatí.